# 中国水利学会
中国水利学会是中华人民共和国组成的群众性学术团体，是中国科学技术协会主管的社会团体，前身是1931年4月22日在南京成立的中国水利工程学会。